# Orajõgi
Der Orajõgi ist ein Fluss im Süden Estlands.
Die Quelle des Orajõgi liegt ca. 7 km vom Dorf Vagula (Landgemeinde Võru) entfernt. Der Orajõgi ist 39 km lang. Sein Einzugsgebiet beträgt 176 km². Er ist ein rechter Zufluss des Ahja jõgi, in den er 43,9 km vor dessen Mündung in den Emajõgi (deutsch Embach) fließt.
Weitere Namen des Orajõgi sind Põlgaste jõgi und Põlva jõgi.